# 계룡도서관
계룡도서관은 충청남도 계룡시 소재의 도서관이다.

## 연혁
- 2004년 12월 29일 : 계룡도서관 공사 착공
- 2005년 12월 27일 : 계룡도서관 준공
- 2006년 5월 2일 : 계룡도서관 개관
- 2007년 12월 26일 : 엄사도서관 공사 착공
- 2008년 10월 28일 : 엄사도서관 준공
- 2009년 4월 25일 : 엄사도서관 개관

## 시설현황
- 2층: 종합자료실, 디지털실, 일반열람실, 사무실
- 1층: 가족열람실, 문화강좌실, 시청각실
- 지하1층: 휴게실, 지하주차장

## 이용 안내
이용시간
- 종합(가족)자료실 : 09:00 ~ 18:00
- 일반열람실 : 08:00 ~ 22:00 (동절기 08:00 ~ 21:00)

휴관일
- 정기 휴관일: 매주 월요일, 국경일, 국가지정공휴일 (단, 일요일이 국경일과 겹칠때 휴관하지 않음)
- 임시 휴관일: 도서관 사정으로 인한 휴관일